# Luis Fermín de Carvajal
Luis Fermín de Carvajal, Conde de la Union (Lima (Perú), 1752 - Sant Llorenç de la Muga, 20 de novembre de 1794) va ser un militar espanyol
Carles III d'Espanya li va concedir el títol Conde de la Union, de nova creació, el 2 d'agost de 1778.
Governador del Castell de Sant Ferran de Figueres, va participar en la Guerra Gran, en la qual després de la mort del general Antonio Ricardos a Madrid per una malaltía, el Conde de la Unión va ser nomenat general en cap de l'exèrcit de Catalunya per la campanya de 1794 en retirada del Rosselló, preparant una línia defensiva fortificada. Durant la batalla del Roure, una unitat de cavalleria espanyola rebelada el va disparar quan el general era retirat, morint en l'acció.
El carrer de la Unió, prop de la Rambla de Barcelona, sembla que fou batejat així en el seu honor.